# Activismul judiciar
Activismul judiciar se referă la hotărârile judecătorești care sunt suspectate că se bazează pe opinia personală, și nu pe legea existentă. Este uneori folosit ca un antonim al restricționării judiciare. Definiția activismului judiciar și a deciziilor specifice care sunt activiste sunt chestiuni politice controversate. Problema activismului judiciar este strâns legată de interpretarea constituțională, interpretarea statutară și separarea puterilor.